# Circle Map
Circle Map est une œuvre pour orchestre et électronique de la compositrice Kaija Saariaho écrite en 2012.

## Contexte et création
L'œuvre est une commande conjointe de l'Orchestre royal du Concertgebouw, de l'Orchestre symphonique de Boston, de l'Orchestre symphonique de Göteborg, de l'Orchestre national de France, de l'Orchestre national royal d'Ecosse et de l'Orchestre symphonique de Stavanger. Le texte repose sur des poèmes de Rûmî. La partie électronique de l'œuvre comprend un enregistrement d'Arshia Cont lisant les écrits de Rûmî. Les six mouvements de la pièce sont intitulés d'après les poèmes de cet auteur, traduits en anglais par John Moyne et Coleman Barks à partir du livre Unseen Rain : Quatrains of Rumi. 
L'œuvre a été créée au Holland Festival de Gashouder à Amsterdam, le 22 juin 2012, par l'Orchestre royal du Concertgebouw sous la direction de Susanna Mälkki.

## Structure
L'œuvre comprend six mouvements :
1. Morning Wind
2. Walls closing
3. Circles
4. Days are Sieves
5. Dialogue
6. Day and Night, Music

L'œuvre est d'une durée d'environ vingt-six minutes.

## Orchestration
| Instrumentation de Circle Map                                                                              |
| Bois |
| 2 flûtes, piccolo, flûte alto, 2 hautbois, 2 clarinettes en si , clarinette basse, 2 bassons, contrebasson |
| Cuivres |
| 4 cors en fa, 2 trompettes en ut, 3 trombones, tuba                                                        |
| Percussions                                                                                                |
| timbales, 4 percussionnistes                                                                               |
| Claviers / cordes pincées                                                                                  |
| Piano, harpe, célesta                                                                                      |
| Cordes |
| Premiers violons, seconds violons, altos, violoncelles, contrebasses                                       |